# Junior M.A.F.I.A.
I Junior M.A.F.I.A. sono un gruppo hip hop statunitense provenienti da Bedford-Stuyvesant, Brooklyn, New York. Vengono formati e portati al successo dal rapper The Notorious B.I.G. e pubblicano il primo album, Conspiracy, nel 1995. Il successo dei singoli dell'album, Player's Anthem (al 13º posto nella classifica statunitense) e Get Money (al 17º posto) aiuta l'inizio della carriera solista della rapper Lil' Kim. Il gruppo viene sciolto nel 1997, a seguito dell'omicidio di The Notorious B.I.G., ma nel 2005 e 2006 tre membri della formazione iniziale pubblicano l'album Riot Muzik e due DVD sotto il nome di Junior M.A.F.I.A..

## Storia del gruppo

### La nascita e il debutto
Tutti i membri del gruppo sono amici d'infanzia di The Notorious B.I.G., e hanno meno di vent'anni quando pubblicano il primo album. La band viene formata dalla fusione di due gruppi e due artisti solisti: i 6s o 666 (Lil’ Caesar, Chico e Nino Brown), gli Snakes (Larceny e Trife), Mc Klepto e Lil' Kim, l'unica donna; The Notorious B.I.G. entra nel gruppo come padrino.
Il gruppo pubblica l'album di debutto, Conspiracy, sotto l'etichetta newyorkese Big Beat Records; il lavoro trae molta ispirazione da Ready to Die, il primo album di The Notorious B.I.G.. Le produzioni sono affidate a Dj Clark Kent, EZ Elpee, Daddy-O, Akshun e Special Ed. Il disco riceve buone recensioni, ma viene in parte criticato per non mettere molto in mostra del qualità individuali dei vari rapper. Debutta all'ottavo posto nella Billboard 200 e vince il disco d'oro.
Il singolo principale, Player's Anthem, prodotto da Clark Kent, vince anch'esso il disco d'oro. Il secondo singolo, Get Money, ottiene un buon successo, vince il disco di platino e dà il via alla carriera solista di Lil' Kim. Il terzo singolo, I Need You Tonight, è l'unico a non contenere la collaborazione di The Notorious B.I.G..

### Il dopo-Conspiracy

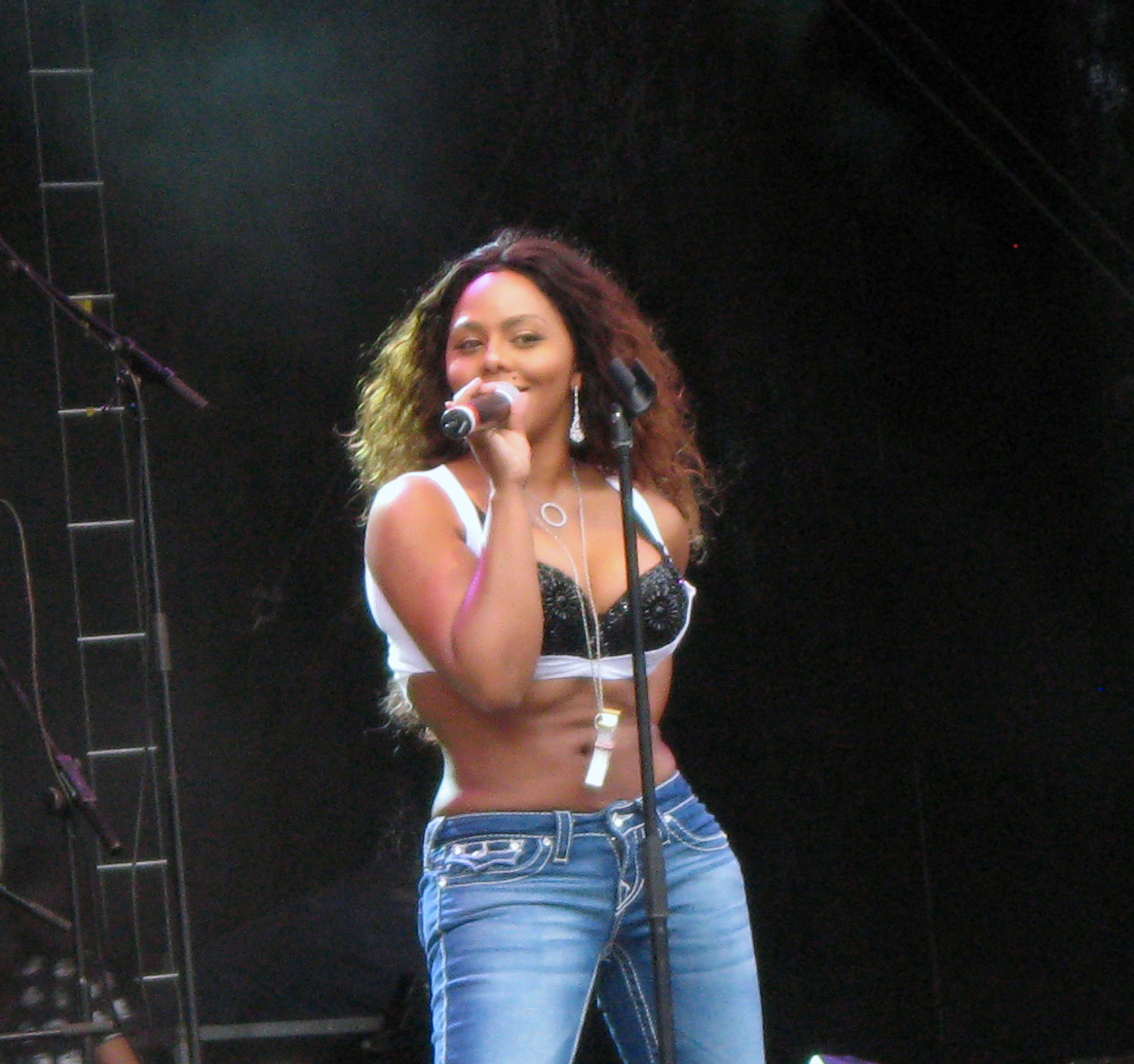
Lil' Kim nel 2008

Dopo la morte di The Notorious B.I.G., il 9 marzo 1997, il gruppo si scioglie. In un'intervista del rapper realizzata nel 1995 ma pubblicata solo nel 2003 dalla rivista XXL l'artista confida che si sarebbe voluto ritirare nel 2000 per dedicarsi alla gestione dei Junior M.A.F.I.A.. Nel 2005, tre membri della formazione originale, Lil' Cease, Mc Klepto e Larceny (noto con lo pseudonimo di Banger), pubblicano un album intitolato Riot Muzik, sotto il nome di Junior M.A.F.I.A.. L'album però non raggiunge i risultati sperati, fermandosi alla posizione numero 50 nella classifica dei migliori album indipendenti e 61 nella classifica dei migliori album R'n'B/hip hop. Il 26 marzo 2007 il trio pubblica un terzo album, Die Anyway, che però non entra in alcuna classifica.

### Carriere soliste
Lil' Kim inizia una carriera solista e raggiunge un buon successo, pubblicando quattro album. Nel primo, Hard Core, torna la parola M.A.F.I.A., nel brano Realms of Junior M.A.F.I.A., e gli altri membri del gruppo collaborano alla canzone Fuck You. La rapper collabora con Lil' Cease nel suo singolo di debutto, Crush On You (Remix). Il primo disco solista di Lil' Cease, The Wonderful World of Cease A Leo, viene pubblicato nel 1999 e raggiunge la 26ª posizione nella Billboard 200. Il singolo principale, Play Around, a cui collaborano Bristal, Lil' Kim e Puff Daddy, raggiunge la posizione 9 nella classifica statunitense di singoli rap.

### Compilation e litigi
Nel 2000 viene pubblicata la prima compilation, The Best of Junior M.A.F.I.A., assieme ad un DVD diretto da April Maiya, dal titolo Chronicles of Junior M.A.F.I.A; Lil' Kim ottiene 6 milioni di dollari da Lil' Cease, reo di avere usato immagini e filmati dell'artista senza alcun consenso.
Durante un processo nel 2005 Lil' Cease e Banger testimoniano in un processo contro Lil' Kim e D-Roc, manager del gruppo, che finiscono in carcere. Il 27 giugno 2006 viene pubblicato un secondo DVD, Reality Check: Junior Mafia vs Lil Kim, che non riesce ad avere successo come quello precedente.

## Formazione

### Formazione attuale
- Lil' Cease
- Mc Klepto
- Banger
- Nino Brown

### Ex componenti
- The Notorious B.I.G.
- Lil' Kim
- Trife
- Chico Del Vec

## Discografia
| Albums ufficiali                                                                    |
| ----------------------------------------------------------------------------------- |
| Conspiracy - Data di pubblicazione: 29 agosto 1995 - Etichetta: Atlantic            |
| Riot Musik - Data di pubblicazione: 19 aprile 2005 - Etichetta: Mega Media          |
| Die Anyway - Data di pubblicazione: 26 marzo 2007 - Etichetta: Street Dance Records |

| Compilation albums                                                                               |
| ------------------------------------------------------------------------------------------------ |
| The Best of Junior M.A.F.I.A. - Data di pubblicazione: 22 giugno 2004 - Etichetta: X-Ray Records |

## Filmografia
- 2004 - Chronicles of Junior M.A.F.I.A.
- 2006 - Reality Check: Junior Mafia vs Lil Kim
- 2007 - Life After Death: The Movie